# Frank Garbely

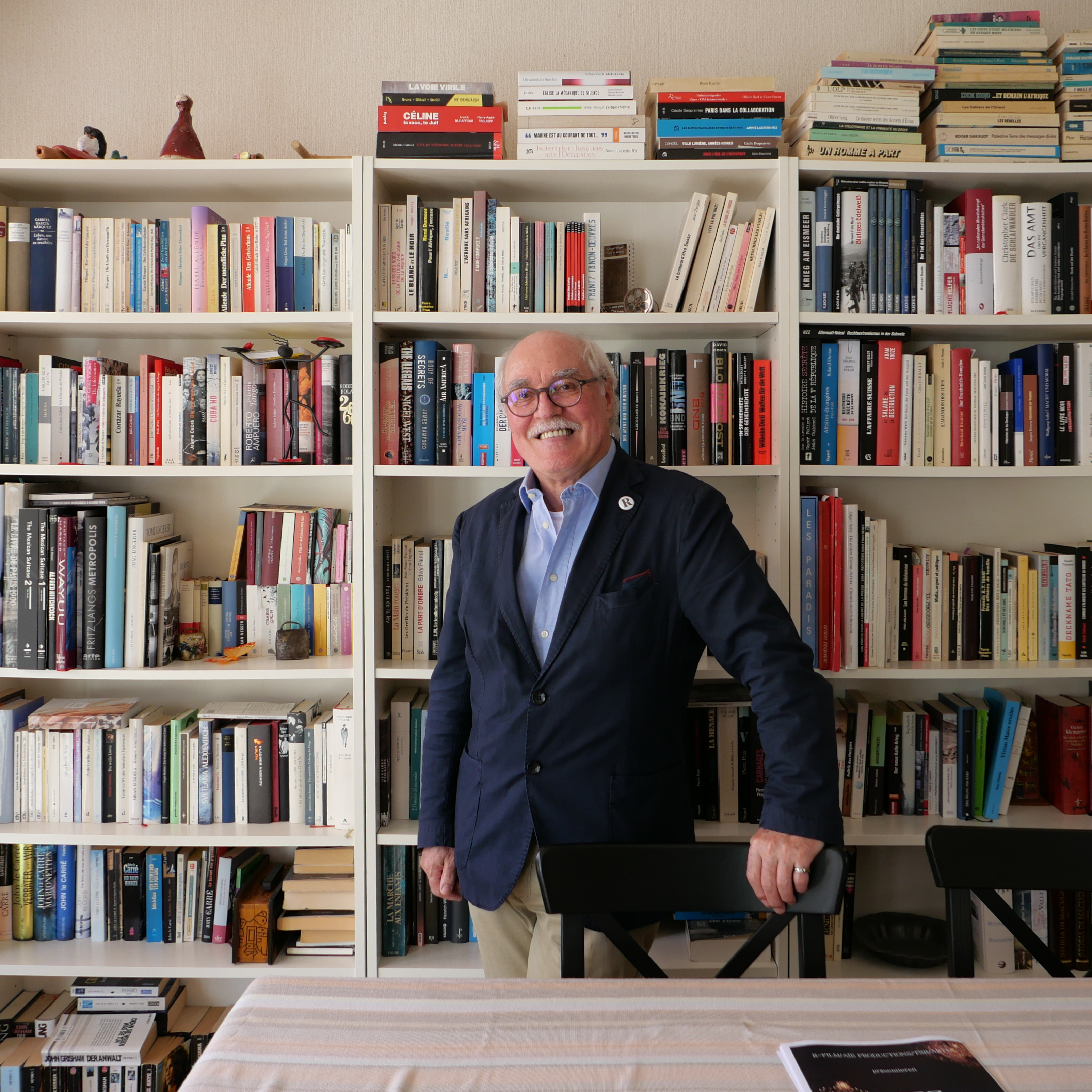
Frank Garbely 2022 in seiner Wohnung in Genf

Frank Garbely (eigentlich Franz Garbely; * 10. November 1947 in Reckingen; heimatberechtigt ebenda) ist ein Schweizer Journalist, Buchautor und Dokumentarfilmemacher. Er gilt als einer der profiliertesten investigativen Journalisten der Schweiz und hat viele politische Skandale in seinem Heimatland wie auch im Ausland aufgedeckt.

## Leben und Wirken

### Kindheit und Jugend

Reckingen (im Vordergrund links) und das Gommer Tal 1955

Garbely verbrachte das erste Lebensjahrzehnt in seinem Geburtsort Reckingen, einem Dorf im Goms, dem obersten Talabschnitt des Oberwallis. Als Kind von Bergbauern hütete er regelmässig Kühe und Ziegen. Wie sich Garbely in einem biografischen Interview von 2018 erinnerte, war er bereits als Primarschüler fasziniert von Nachrichten und Reportagen, vor allem aus dem Hörfunk, während der Priester in dem stark katholisch geprägten Ort den lokalen Zeitungsverkäufer als schlechtes Vorbild darstellte.

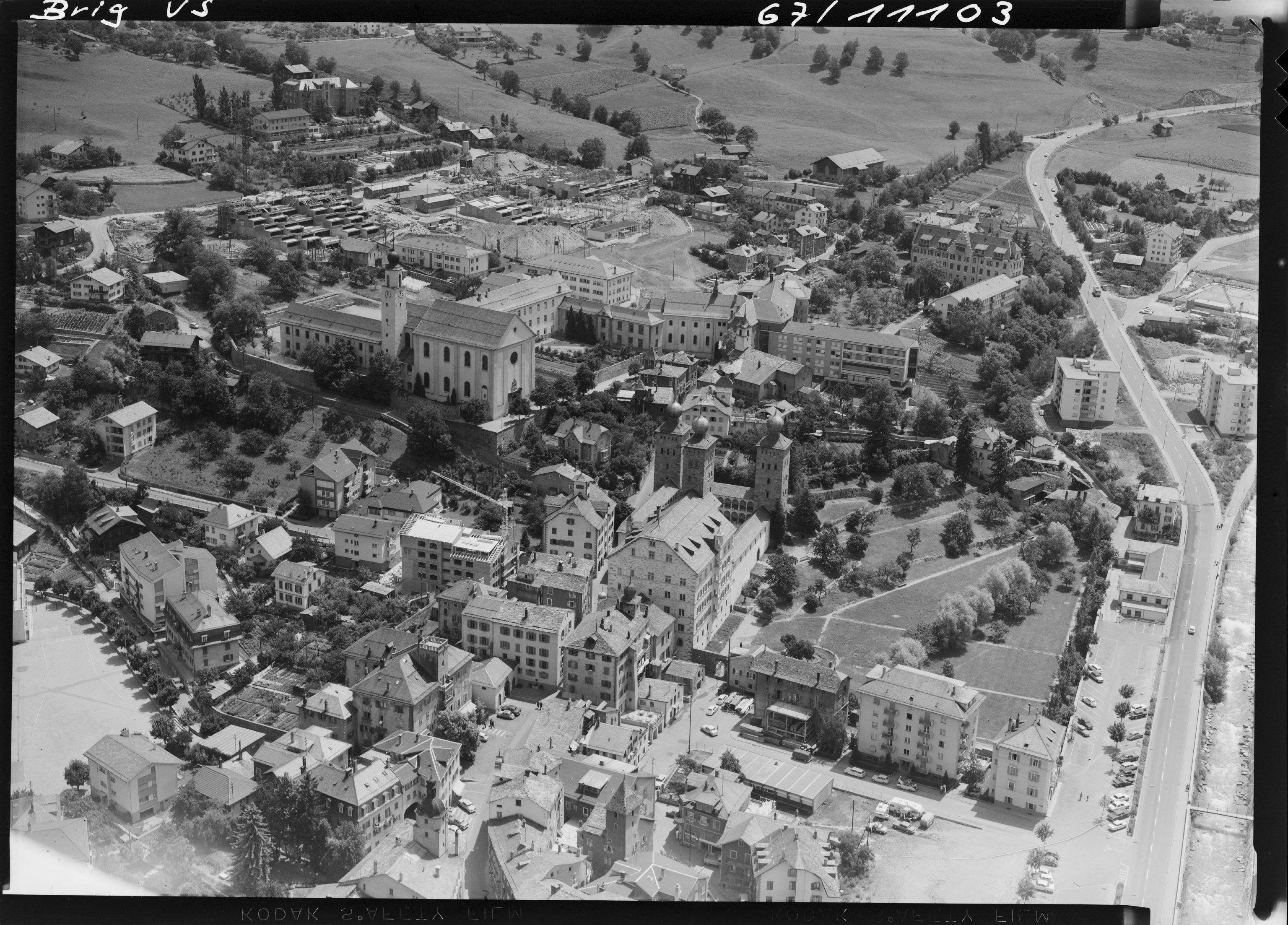
Das Kollegium Brig (Mitte) mit Baustelle zu dessen Erweiterung 1967

Im Alter von etwa elf Jahren musste Garbely aus gesundheitlichen Gründen sechs Monate in Montana verbringen, einer Gemeinde im französischsprachigen Teil des Wallis. Der Aufenthalt eröffnete ihm weiter den Blick und das Bewusstsein über das Gommer Tal hinaus, so dass er beschloss, aus Reckingen wegzuziehen. Garbely schrieb an den Rektor des Kollegiums Spiritus Sanctus Brig und durfte nach einer Aufnahmeprüfung an die ehemalige Jesuitenschule wechseln, die das einzige deutschsprachige Gymnasium im Wallis war und ist.
In Brig politisierte sich Garbely weiter und trat im Zuge der 68er-Bewegung erstmals öffentlich in Erscheinung. Dabei wandte er sich insbesondere gegen den Katholizismus, der das politische und gesellschaftliche Leben im Kanton dominierte. Im Frühjahr 1969 veröffentlichten der Walliser Bote und der Walliser Volksfreund ein Plädoyer von ihm für die Mitbestimmung der Schüler und Studierenden. Kurz darauf diskutierte Garbely als Panelist auf einem Podium mit National-, Stände- und Staatsräten über das Thema. Dabei kritisierte er, dass die schulische Ausbildung allein im engen Rahmen des christlichen Weltbilds stattfand.
Im Juni 1969 publizierte Garbely dann mit dem damals 83-jährigen Karl Dellberg, einem Veteranen der Oberwalliser Sozialisten, in der Jugendzeitschrift Reflex einen Essay mit dem provokanten Titel Orgasmus. Darin traten sie gegen den katholischen Konservatismus und für Meinungfreiheit sowie ein kritisches Hinterfragen der Verhältnisse im Kanton ein. Garbely bezeichnete Reflex später als die Keimzelle für die Verbreitung progressiver Ideen im Oberwallis.

### Studium und frühe Karriere im Printbereich

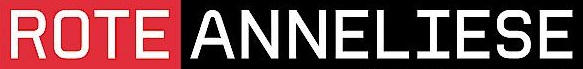
Das aktuelle RA-Logo

Nach der Matura im Jahr 1970 begann Garbely ein Studium der Soziologie, Ethnologie und Publizistik an der Universität Zürich. In dieser Zeit schrieb er weiter gelegentlich für Zeitungen in seinem Heimatkanton, vor allem Kommentare für den Walliser Boten und den Walliser Volksfreund.

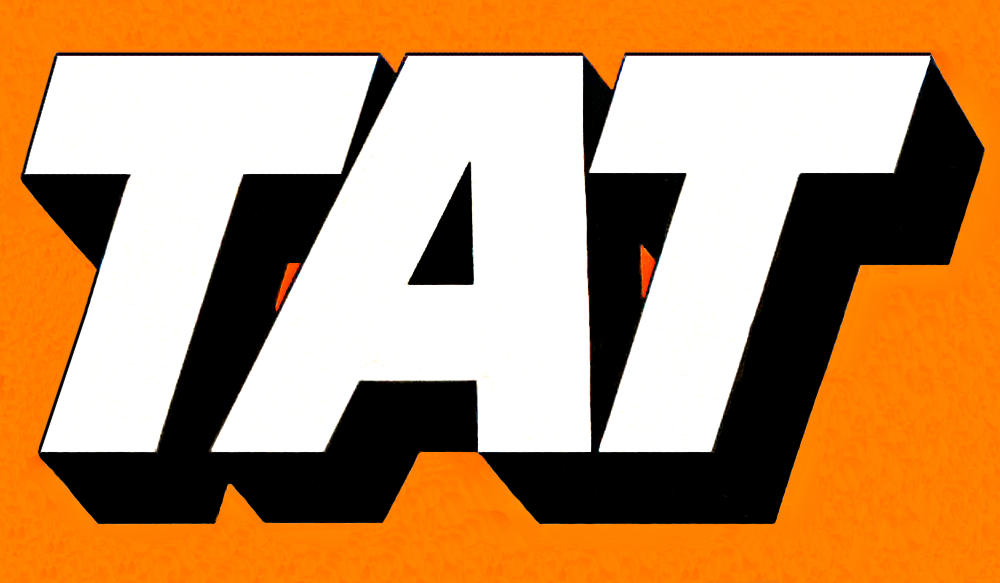
Die TAT

Vor allem aber engagierte sich Garbely in der Alternativbewegung «Kritisches Oberwallis» (KO), die er Ende 1971 u. a. mit dem späteren SP-Politiker Peter Bodenmann ins Leben rief. 1973 gründete die Gruppe die Zeitschrift Rote Anneliese (RA). Der Name ergab sich aus einem Wortspiel, da die RA als Dossier-Blatt Analyse statt Nachrichten liefern wollte. Die ersten Ausgaben produzierten Garbely und seine Frau mit anderen Studierenden aus dem Oberwallis an Wochenenden in Zürich.
Nach dem Abschluss seines Studiums, das er teilweise auch an der Universität Genf absolvierte, wurde Garbely 1977 Westschweizer Korrespondent der sozial-liberalen Boulevardzeitung Die Tat, die das Detailhandelsunternehmen Migros seit 1935 in verschiedenen Formen herausgab. Als jedoch die Geschäftsführung im September 1978 den Chefredaktor Roger Schawinski wegen seiner wirtschaftskritischen Linie fristlos entliess und die Redaktion aus Protest in den Streik trat, stellte der als genossenschaftlicher Verbund organisierte Konzern das Blatt kurzerhand ganz ein.
Garbely arbeitete daraufhin zunächst als freier Journalist. Noch Ende 1978 sorgte er mit einer Artikelserie im Journal du Valais über faschistische Umtriebe im Wallis für kantonsweites Aufsehen. Rechte Kreise reagierten in ihren publizistischen Entgegnungen polemisch-aggressiv, bis hin zur Androhung körperlicher Gewalt.
Anfang 1980 trat Garbely als erster Redaktor mit Festanstellung einen Vollzeitjob bei der Roten Anneliese an. Ziel war es, das aktivistische Blatt journalistisch zu professionalisieren. Allerdings verliess er diesen Posten noch am Ende des gleichen Jahres infolge eines Konflikts mit Mitgründer Bodenmann über die Trennlinie zwischen kritischem Journalismus und Parteipolitik. Während Garbely auch in der Folge für die Rote Anneliese aktiv blieb, arbeitete er in den 1980er Jahren wieder hauptberuflich als freier Journalist für zahlreiche Print-Publikationen der Schweizer Presse, darunter:
- Berner Zeitung,
- Wir Brückenbauer / Construire,
- Freiburger Nachrichten,
- L’Illustré / Schweizer Illustrierte,
- Journal du Valais,
- Das Konzept,
- SonntagsBlick,
- Tages-Anzeiger Magazin,
- Tribune de Lausanne / Le Matin,
- Die Weltwoche und
- Die Wochenzeitung (WOZ).[7]

Ausserdem verfasste er Beiträge für das österreichische Nachrichtenmagazin Profil und das deutsche Wochenmagazin Stern.

Über das Genre des Print-Journalismus hinaus wurde Garbely auch für den Hörfunk tätig, insbesondere für das öffentlich-rechtliche Radio der deutschen und rätoromanischen Schweiz (SR DRS). So veröffentlichte er 1983 mit «Saxon 53» sein erstes Radio-Feature. In dem laut Thuner Tagblatt «perfekt gemachten» Stück ging es um eine Versammlung von rund 4.000 Menschen, die 1953 im Walliser Dorf Saxon gegen die vom Bundesrat erlaubten Importe von Früchten aus Italien demonstrierten. Der Protest endete in einer Revolte, bei der einige Bauern die Zugstrecke Paris-Mailand mit Eisenbahn-Waggons verbarrikadierten und diese auch anzündeten. Mit einem Feature über Karl Dellberg, den er in dessen acht letzten Lebensjahren regelmässig als Zeitzeugen befragt hatte, blieb Garbely seiner Verbundenheit zu Oberwalliser Themen treu. Mit einer Radio-Doku zur Geschichte der Schweizer Nachrichtendienste profilierte er sich weiter als Experte für Spionageaffären. Zugleich etablierte er sich als einer der 
«versiertesten Kenner der Drogen- und Waffenszene in der Schweiz.»

#### Rolle in der Barschel-Affäre von 1987
Am 10. Oktober 1987 wartete Garbely auf Bitten eines ehemaligen TAT-Kollegen, der nun beim Stern in Hamburg arbeitete, mit dem Keystone-Fotografen Angelo Guarino am Genfer Flughafen auf die Ankunft des deutschen Spitzenpolitikers Uwe Barschel. Dieser war eine Woche zuvor wegen der Barschel-Pfeifer-Affäre um fragwürdige Vorkommnisse im Wahlkampf vor der Landtagswahl in Schleswig-Holstein 1987 als Ministerpräsident des norddeutschen Bundeslandes zurückgetreten. Als Garbely ihn auf Deutsch ansprach, antwortete der CDU-Politiker jedoch mehrfach mit den gleichen Floskeln auf Englisch und leugnete seine Identität. Das letzte Foto, das Barschel lebend zeigt, stammt aus dieser Situation. Garbelys Versuch, Barschels Taxi zu folgen, scheiterte indes.
Kurz darauf stellte Garbely für das anreisende Stern-Team fest, dass Barschel im Luxushotel Beau Rivage eingecheckt hatte. Nachdem  Stern-Reporter Sebastian Knauer am nächsten Tag Barschel tot in der Badewanne seines Hotelzimmers aufgefunden und fotografiert hatte, rief er Garbely an und bat ihn, in das Hotel zu kommen. Dort erhielt Garbely von den Stern-Kollegen unter konspirativen Umständen die Filmrollen mit ihren Fotos, darunter Knauers umstrittene Aufnahme von Barschel in der Badewanne, die alsbald zur Medienikone wurde. Es sollten die einzigen verwertbaren Bilder vom Ort des Geschehens bleiben, da die Kamera der Genfer Polizei unter obskuren Bedingungen nur unscharfe Aufnahmen lieferte.
Für die Weltwoche führte Garbely in der Folge den Nachweis, dass Barschels Notiz, mit dem Taxi «ein paarmal um den Flughafen» gefahren zu sein, die Unwahrheit war. Denn dieser liegt direkt an der französischen Grenze, deren Überquerung Taxis nicht gestattet war. Auch sei seine aufgezeichnete Behauptung, «ca. 20 Min.» mit dem angeblichen Informanten Robert Roloff einen «Spaziergang in Flughafennähe» unternommen zu haben, mit Blick auf Barschels nachgewiesenen Hotel-Check-in «zeitlich unmöglich».
In dem 1993 veröffentlichten Kinofilm Barschel – Mord in Genf? von Uwe Boll wird Garbely in der Flughafenszene vom Schauspieler Hanfried Schüttler dargestellt.

Als Heinrich Wille ab 1994 als leitender Oberstaatsanwalt in Lübeck neue Bewegung in das Ermittlungsverfahren zum Tod Barschels brachte, sagte 1996 auch Garbely als Zeuge aus. Wille schreibt in seinem Buch Ein Mord, der keiner sein durfte, er habe ihn dabei gewarnt, dass Garbelys Kollege Günther Prütting, mit dem er 1988 für die Hamburger Morgenpost mögliche Indizien für einen Mord beleuchtet hatte, ihn ausnutzen wollte, um an Informationen des ebenfalls unter mysteriösen Umständen ums Leben gekommenen Privatdetektivs Jean-Jacques Griessen zu gelangen. Garbely selber erklärte in einem späteren Interview zur Barschel-Affäre ohne Nennung von Namen, der deutsche Kollege habe ihn gezielt ausspioniert, und zwar 
«auf Rechnung des deutschen Agenten, der einen falschen Schweizerpass hatte und im Hotel nebenan schlief».
Zwanzig Jahre nach dem ungeklärten Tod Barschels produzierte Garbely einen eigenen Dokumentarfilm. In dessen Zentrum stellte er die Ermittlungen Griessens wie auch die Befunde von Hans Brandenberger, einem emeritierten Toxikologie-Professor von der Universität Zürich. Deutsche Sender lehnten die Ausstrahlung im Gegensatz zur Télévision Suisse Romande ab.

### Orientierung in den Fernsehjournalismus

Das Logo des SF, das bis zur Fusion mit dem Schweizer Radio DRS zum Schweizer Radio und Fernsehen (SRF) 2011 bestand

Garbelys wachsende Reputation als Enthüllungsjournalist weckte das Interesse des öffentlich-rechtlichen Schweizer Fernsehens (SF) der Deutschschweiz und der rätoromanischen Schweiz. Als Dokumentarfilm-Redaktionsleiter Otto C. Honegger eine Recherche über einen Basler Zigaretten- und Drogenschmuggler übernehmen wollte, forderte Garbely, in den Doku-Dreh einbezogen zu werden. Mit Erfolg: 1988 wurde Garbely freier Mitarbeiter der Politik- und Wirtschaftssendung Rundschau.

Die Alusuisse in Chippis 1949

Zugleich veröffentlichte Garbely weiterhin seine Reportagen auch in verschiedenen Printmedien. So schrieb er Anfang 1989 in der SonntagsZeitung, dass bei der Schweizerischen Bundesanwaltschaft ein brisanter Bericht über Geldwäsche vorlag. Die Justizbehörde liess daraufhin zwei Monate lang Garbelys Telefon abhören, um den Informanten aus den eigenen Reihen zu enttarnen. Sie informierte Garbely erst knapp anderthalb Jahre später über die Ausspähaktion.
1990 veröffentlichte Garbely mit seinem Kollegen Pascal Auchlin das Buch Das Umfeld eines Skandals, in dem die beiden anhand von Gerichts- und Polizeiakten darlegten, wie die Schweiz infolge behördlicher Passivität zu einer bevorzugten Operationsbasis für die internationale Organisierte Kriminalität wurde. In der Liste des Schweizerischen Buchhändler- und Verlegerverbands (SBVV) über die meistverkauften Bücher des Jahres 1990 stand der Titel bei den Sachbüchern auf dem vierten Platz.

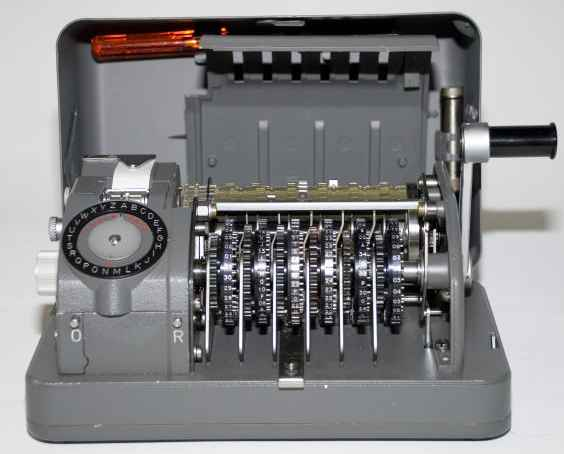
Eine Rotor-Chiffriermaschine vom Typ Hagelin CX-52 der Crypto AG

Daneben verfolgte Garbely auch weiterhin sein Interesse für Walliser Themen. 1989 verfasste er etwa einen fast siebzig Seiten langen Beitrag zu einem Sammelband über den Aluminium-Hersteller Alusuisse. In dem Kapitel legte er detailliert dar, wie die in Zürich gegründete Aluminium-Industrie Aktiengesellschaft (AIAG) und ihre Nachfolgegesellschaften ab dem Beginn des 19. Jahrhunderts durch ihr Werk in Chippis den Kanton wie eine Kolonie behandelten, indem sie Natur und Arbeiterschaft rigoros ausbeuteten. In einem Interview mit der Roten Anneliese zu dem Thema erklärte Garbely, dass ihn in erster Linie Menschen interessierten, die Geschichte gemacht und erlebt hatten, vor allem im Sinne einer Geschichte von unten mit Zeitzeugen, die nicht hauptsächlich den Funktionseliten angehörten.

1991 schrieb Garbely das Stück «Seelenmarkt» für das musikalisch-theatralische Spektakel Gratzug 91, das in Brig-Glis anlässlich des 700-jährigen Jubiläums der Alten Eidgenossenschaft aufgeführt wurde. Darin zeigte er laut Rezensent Reinhard Eyer
«auf beklemmend eindrückliche Weise, dass Vergangenheit, Geschichte, eben nicht nur aus politischen Entscheiden, aus heroischen Kriegen und wirtschaftlicher Entwicklung besteht, sondern immer und vor allem auch aus Einzelschicksalen, die diesen Fortschritt und Heroismus nicht nur mittragen, sondern vor allem eben erleiden.»

Das Logo von TSR, das 2010 mit Radio Suisse Romande (RSR) zur Radio Télévision Suisse (RTS) fusionierte

Zu Garbelys herausragenden Recherchen aus jener Zeit gehören diejenigen zu einem Skandal, der später als Operation Rubikon bekannt wurde und den die CIA selber als Geheimdienstcoup des Jahrhunderts bezeichnete: Als Anfang 1993 der Schweizer Verkaufsingenieur Hans Bühler nach fast einem Jahr aus iranischer Haft frei kam, recherchierte Garbely mehr als ein Jahr lang zu dem Verdacht, dass der US-Geheimdienst und der deutsche Bundesnachrichtendienst (BND) als verdeckte Eigner der Zuger Crypto AG durch den Verkauf manipulierter Verschlüsselungstechnik gross angelegte Spionageaktivitäten unternommen hatten. Garbely konnte zwar nicht den endgültigen Beweis dafür erbringen, aber dennoch strahlte die Rundschau seinen Beitrag Anfang 1994 aus. Als 2020 schliesslich Beweise für seine These erschienen, titelte 20 Minuten, die meistgelesene Tageszeitung der Schweiz, über Garbely: 
«Vor diesem Mann zitterten CIA und BND».
1997 verliess Garbely die Rundschau. In einem späteren Interview erklärte er, dass es zwar beim Fernsehen im Vergleich zu Printmedien höheren juristischen Schutz vor Klagen und somit grössere Freiheiten gab, er aber nicht mehr mit den sich wandelnden Arbeitsbedingungen einverstanden war. Die hätten sich etwa zunehmend an US-amerikanischen Modellen orientiert und es habe in der Folge immer weniger Recherchen vor Ort gegeben. Vielmehr seien Reportagen am Schreibtisch entstanden und nur noch entsprechend bebildert worden. Von der Rundschau wechselte Garbely deshalb als freier Mitarbeiter zum Politmagazin Mise au point ("Fokus") des Westschweizer Senders Télévision Suisse Romande (TSR).

### Unabhängiger Dokumentarfilmmacher
Seit 1997 hat sich Garbely indes vor allem als selbstständiger Autor und Regisseur auf das Genre des Dokumentarfilms konzentriert. Schwerpunkte seiner Produktionen blieben die Verwicklungen der Schweiz mit NS-Deutschland, Skandale um Geheimdienste, Waffen- und Drogenhandel (insbesondere politisch motivierte Morde), Wirtschafts- und Umweltkriminalität sowie Themen aus seinem Heimatkanton Wallis. Die Zeitung Walliser Bote nannte Garbely 2006 einen Doku-Macher,
«dessen Arbeiten wie Spielfilme wirken. Sie sind äusserst kurzweilig, in sich sehr kompakt, spannend, sie berühren, sie informieren. Seine Filme machen betroffen, regen zum Nachdenken an, wühlen auf, sie sind objektiv – und hetzen nicht auf. Es sind Filme, die zum Gespräch auffordern.»
Daneben ist Garbely, der sich selber in dem biografischen Interview von 2018 als "Dossiermensch" bezeichnet hat, weiterhin mit Textbeiträgen für verschiedene Print- bzw. Online-Publikationen tätig. So veröffentlichte er 2020 in der Internet-Zeitung INFOsperber eine Reportage über vertuschte Abflüsse des hochgiftigen Stoffes Benzidin aus einer Deponie des Pharmakonzerns Lonza bei Visp im Wallis. Nicht zuletzt ist Garbely nach wie vor bei der von ihm 1973 mitgegründeten Roten Anneliese engagiert, die als eine der wenigen linksalternativen Zeitungen der 68er Generation überlebt hat. In einem Interview von 2020 zum Crypto-Skandal bekräftigte er:
«Die Hackordnung ist auf der Welt klar vorgegeben. Es ist Aufgabe der Medien, den Mächtigen genau auf die Finger zu schauen.» 
Sein spezielles Interesse für politische Skandale begründete Garbely in dem biografischen Interview folgendermassen:
«Ich nehme häufig ein Brett als Beispiel: Wenn man es bricht, dann sieht man die Strukturen. In der Gesellschaft ist es genauso. Deshalb ist es so wichtig, sich für politische Konflikte oder Skandale zu interessierten. Von zufriedenen Leuten erfährt man häufig nichts.»
Garbely und seine Frau, eine Expertin für Energiepolitik, leben in Genf und haben zwei erwachsene Kinder.

## Auszeichnungen (Auswahl)
- 2008: PRIX FELIX MOUMIE de la résistance et de la liberté[44]
- 2010: Erster Preis der ägyptischen Filmkritiker beim Ismailia International Film Festival for Documentary & Short films für Die Hölle im Paradies
- 2010: Grand Prix für den besten ausländischen Dokumentarfilm beim Humandoc International Film Festival in Warschau für Die Hölle im Paradies
- 2010: Tapis de Bronze beim International Environment Film Festival Kairouan für Die Hölle im Paradies
- 2011: Zweiter Preis beim International Film & TV Festival of Detective Films in Moskau für Die Hölle im Paradies[8]

## Schriften (Auswahl)
- Briger Herbst: Eine unbestellte Festschrift, mit Tony Eggel, Brig 1972
- Hochschule und Forschung – ihr Bild in der Öffentlichkeit, Schweizerischer Wissenschaftsrat, Bern 1979
- Die Grüne Faust, Zürich 1982
- Kanton Alusuisse: Alusuisse im Wallis, in: Silbersonne am Horizont: Alusuisse – Eine Schweizer Kolonialgeschichte, S. 194–262 Limmat Verlag Zürich 1989
- Das Umfeld eines Skandals, mit Pascal Auclin, Werd-Verlag, Zürich 1990
- Seelenmarkt : Texte zum Gratzug 91, Verlag R. Gentinetta, Brig 1991
- Evitas Geheimnis – Die Nazis, die Schweiz und Peróns Argentinien, Rotpunktverlag, Zürich 2003
- Die Streiks – Bau des Simplontunnels, Gewerkschaft Unia (Sektion Oberwallis), Brig 2006

## Filmografie (Auswahl)
- 1989: Waffen gegen Geiseln, Dokumentarfilm (Regie)
- 1990: In Helvetias geheimen Diensten, Dokumentarfilm (Regie, mit Urs Kern)
- 1991: Paul Dickopf – Ein Mann mit Legende, Dokumentarfilm (Regie)
- 1997: V-Mann Tato – Der gejagte Jäger, Dokumentarfilm (Regie)
- 1997: Hitlers Sklaven, Dokumentarfilm (Regie, mit Frédéric Gonseth)
- 1998: Evitas Geheimnis – Die Schweizer Reise, Dokumentarfilm (Regie, Buch)
- 2001: Gondo – Stationen einer Rückkehr, Dokumentarfilm (Buch)
- 2005: Moumié – Der Tod in Genf, Dokumentarfilm (Regie, Buch)
- 2006: Paradis fiscal – Enfer social, Dokumentarfilm (Regie, Buch, mit Mauro Losa)
- 2007: Ritz, Dokumentarfilm (Regie, Buch)
- 2007: L’affaire Barschel – Silence de mort, Dokumentarfilm (Regie, Buch)
- 2009: Schwarze Kassen, (mit Fabrizio Calvi) Dokumentarfilm
- 2010: Die Hölle im Paradies, Dokumentarfilm (Regie, Buch)
- 2011: Zeuge C – Genf, Stadt der Schatten, Dokumentarfilm (Regie, Buch)
- 2014: Die Entführung, Dokumentarfilm, mit Juan Gasparini